# روي إلسون
روي إلسون (بالإنجليزية: Roy Elson)‏ هو سياسي أمريكي، ولد في 1 أكتوبر 1930، وتوفي في 25 فبراير 2010.